# Loliolus sumatrensis
Loliolus sumatrensis är en bläckfiskart som först beskrevs av D'Orbigny 1835 in Férussac.  Loliolus sumatrensis ingår i släktet Loliolus och familjen kalmarer. Inga underarter finns listade i Catalogue of Life.

## Bildgalleri

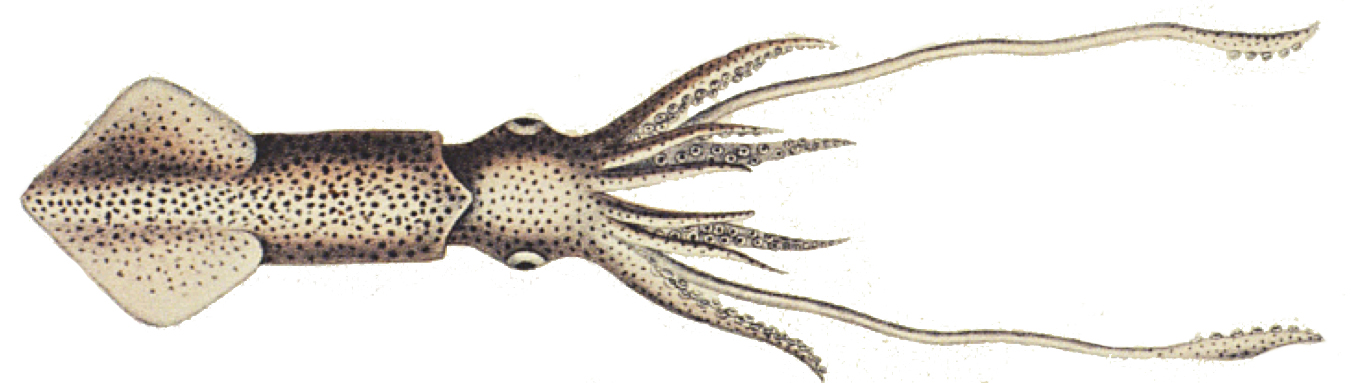
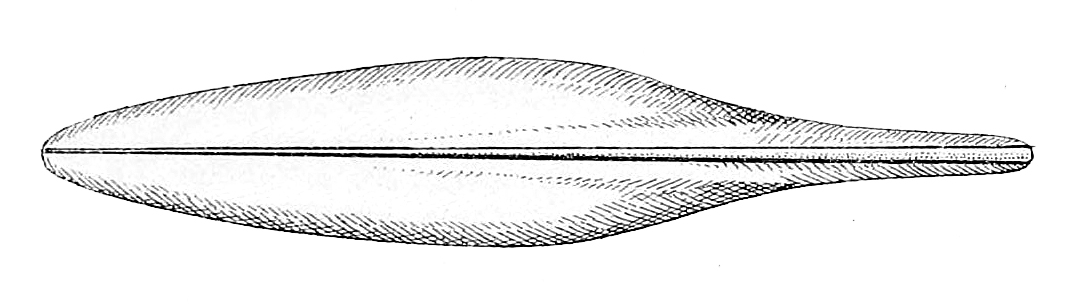
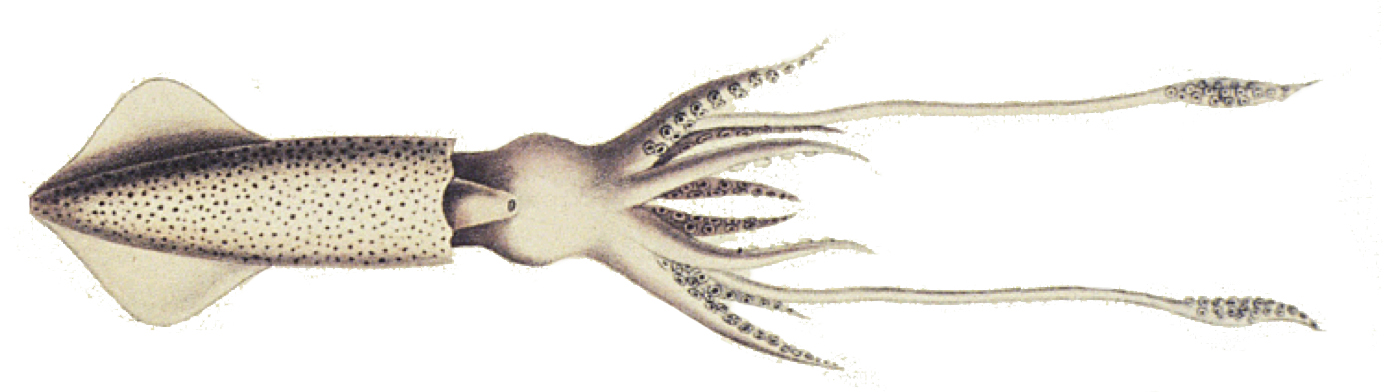
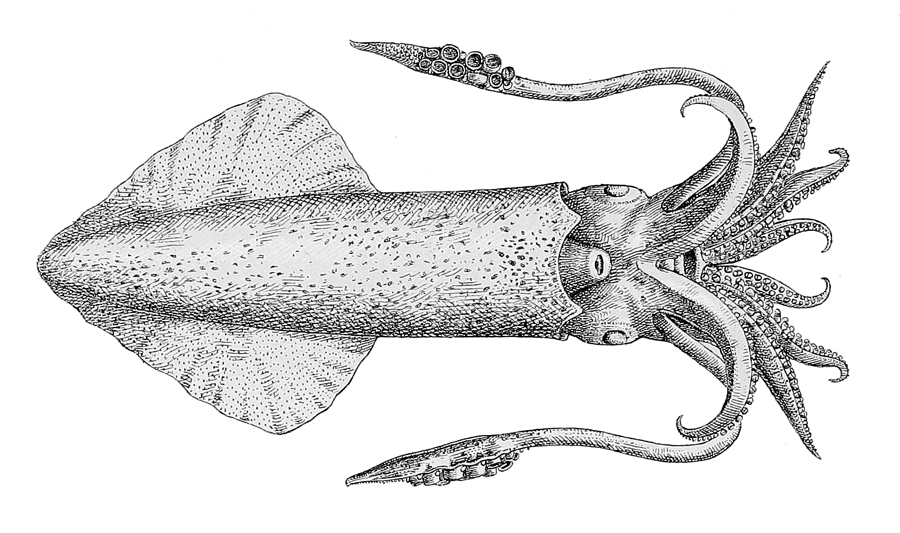